# Droniajewo (rejon kurczatowski)
Droniajewo (ros. Дроняево) – wieś (ros. село, trb. sieło) w zachodniej Rosji, w sielsowiecie makarowskim rejonu kurczatowskiego w obwodzie kurskim.

## Geografia
Miejscowość położona jest nad rzekami Krupiec i Diemina (dopływ Sejmu), 7 km od centrum administracyjnego sielsowietu makarowskiego (Makarowka), 7 km od centrum administracyjnego rejonu (Kurczatow), 40 km od Kurska.

## Demografia
W 2010 r. miejscowość zamieszkiwało 289 osób.